# Nemaschema nitidulum
Nemaschema nitidulum là một loài bọ cánh cứng trong họ Cerambycidae.